# Беттани, Пол
Пол Бе́ттани (англ. Paul Bettany; род. 27 мая 1971, Лондон, Великобритания) — британский актёр, неоднократный номинант на премии BAFTA и Гильдии киноактёров. Наиболее известен по роли Вижна в медиафраншизе «Кинематографическая вселенная Marvel», а также фильмам «Игры разума» (2001), «История рыцаря» (2001), «Догвилль» (2003), «Уимблдон» (2004), «Код да Винчи» (2006), «Пастырь» (2011), «Превосходство» (2014) и др.

## Биография

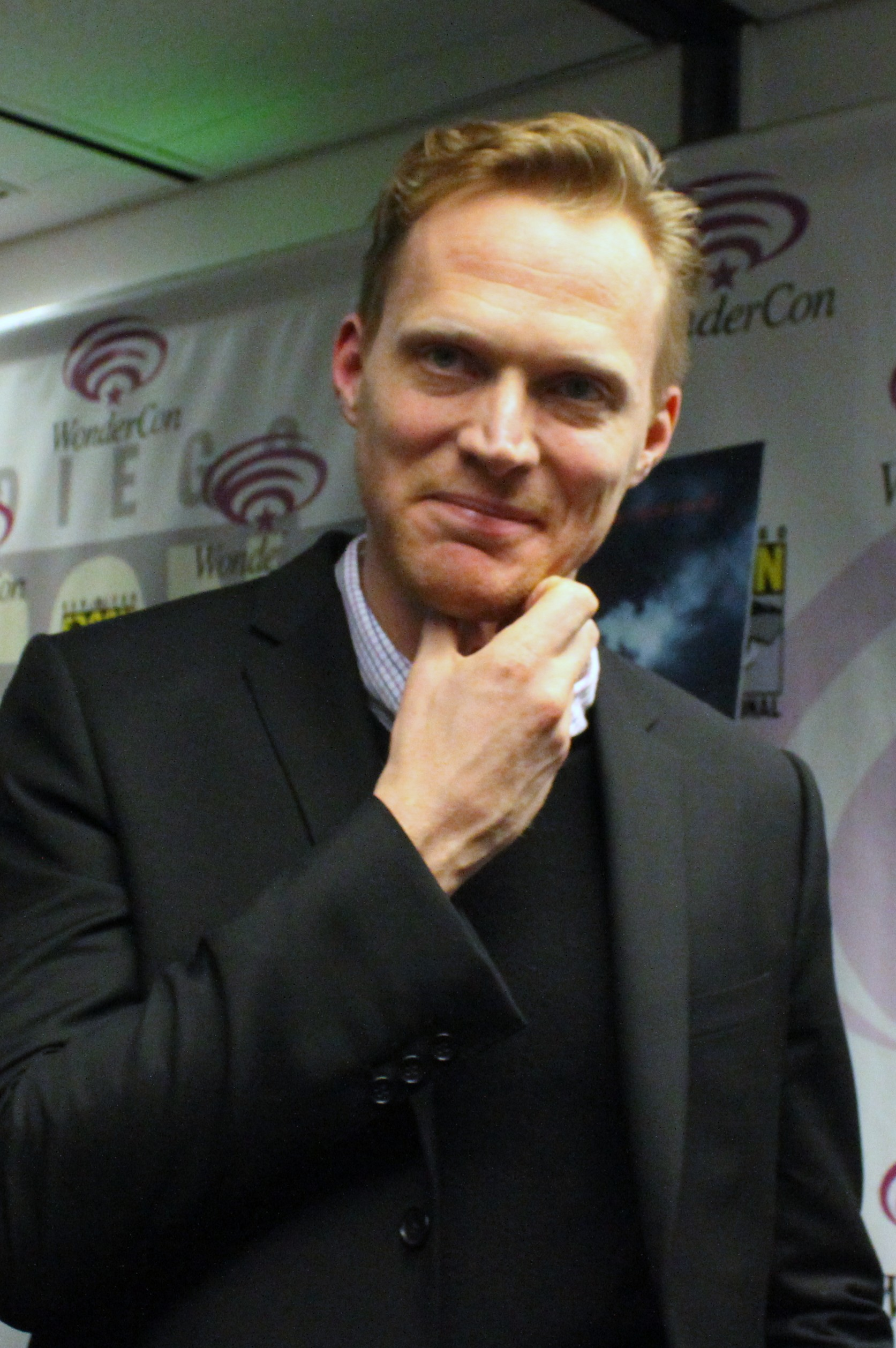
Пол Беттани в 2011 году

Пол Беттани родился 27 мая 1971 года в местечке Шепердс Буш, что на западе Лондона (Англия). Его отец — актёр Королевского Шекспировского театра, танцор, преподаватель драматического искусства Тэйн Беттани (Thane Bettany), а мать — певица Энн Кеттл (Anne Kettle). Мальчик рос в абсолютно творческой семье, даже его бабушка Ольга Гвинн (Olga Gwynne) была звездой сцены столицы Великобритании. Воспитывался в католических традициях, но впоследствии отошёл от вероисповедания, став атеистом. Помимо старшей сестры по имени Сара (Sarah), у Пола Беттани был младший брат Мэттью (Matthew), который погиб в возрасте восьми лет — сорвался с крыши беседки во время игры. Тогда глава семейства преподавал в престижной школе-интернате для девочек Квинсвуд, и дети жили на территории кампуса. Именно там и произошла трагедия. После смерти брата Пол Беттани ушёл из дома, и многое изменилось: он жил сам по себе, снимая квартиру с двумя девушками нетрадиционной сексуальной ориентации, зарабатывал, играя на гитаре в туристических местах и переулках Лондона. На какое-то время он потерял смысл жизни, наравне с родителями, которые так и не смогли пережить эту трагедию и расстались.
Одно время зарабатывал на жизнь уличным певцом, со стаканчиком для денег. Но Джоном Ленноном, на творчестве которого вырос, я не стал, хотя музыку и песни пишу до сих пор… Пел в том числе и возле Вестминстера. Там весьма неплохо подавали. Так уж получилось, что захотел заниматься любимым делом, а оно поначалу оказалось не очень выгодным. Хорошо, что хоть жить на улице не пришлось. Ночевал, где удавалось, но под крышей. Даже в женском общежитии, где жила моя сестра. Она позволяла спать на полу. Труднее всего было просочиться сквозь охрану. Потом я переквалифицировался в актёры. Правда, и эта жизнь сперва тоже не пахла розами. Играть я хотел с детства, но воспринимал работу крайне наивно, больше думая о славе, а не о профессиональных нюансах. Действительность оказалась удручающей. Но я всё выдержал!

## Карьера
В возрасте девятнадцати лет Пол Беттани, неожиданно для самого себя, решил стать актёром. Он поступил в Лондонский центр драмы, начал выступать на Вест-Энде, а позже и на сцене Шекспировского театра. Его кинодебютом стала эпизодическая роль в сериале «Чисто английское убийство». Появившись в финале проекта «Ватерлоо Шарпа» («Sharpe’s Waterloo», 1997), он получил небольшую роль в драме о Холокосте «Склонность» наряду с такими голливудскими звёздами, как Клайв Оуэн, Джуд Лоу и Иэн Маккеллен. Свою первую главную роль он сыграл в фильме «Гангстер № 1», где предстал молодым преступником-психопатом. За эту роль Пол получил премию от Британского общества независимого кино и номинацию Лондонского кружка кинокритиков, как «Лучшему дебютанту».
После успеха «Гангстера» Полом Беттани заинтересовался Голливуд. В 2001 году мир увидел Беттани в образе «кентерберийского рассказчика» Джефри Чосера в «Истории рыцаря». Далее последовали работы в таких фильмах, как «Игры разума» (номинирован на «Премию Гильдии киноактёров США» в категории «Лучший актёрский состав в игровом кино»), «Хозяин морей: На краю земли» (номинирован на премию «BAFTA» в категории «Лучшая мужская роль второго плана»), «Догвилль». В 2005 году за роль в фильме «Уимблдон» Пол был номинирован на премию «Империя» в категории «Лучший британский актёр». Не менее заметной работой Пола в кино стала роль монаха-альбиноса Сайласа в фильме «Код да Винчи», снятом в 2006 году по одноимённому роману Дэна Брауна.
В 2008 году вышли четыре фильма с участием Беттани, в числе которых «Чернильное сердце», «Тайная жизнь пчёл», «Ломаные линии» и «Железный человек». В 2009 году он снялся в фильмах «Молодая Виктория» и «Происхождение». В 2010 году снялся в фильмах «Легион», «Железный человек 2» и «Турист».
В 2011 году снялся в фильмах «Пастырь» и «Предел риска», за роль в котором в 2012 году получил премию «Независимый дух»-«Robert Altman Award». В 2012 году сыграл в фильме «Мстители», а в 2013 году исполнил главную роль в фильме «Кровь» и вновь озвучил Д.Ж.А.Р.В.И.С.а в фильме «Железный человек 3». В 2014 году снялся в фильме «Превосходство».

В 2014 году Пол дебютировал как режиссёр в драме «Убежище» («Shelter»), главные роли в котором исполнили его супруга, Дженнифер Коннелли, и коллега Энтони Маки. Фильм рассказывает историю двух бездомных, Ханны и Тахира, которые влюбляются друг в друга. Изначально актёр планировал сыграть главную роль сам:
— Первоначально я должен был сниматься в этом фильме. Как продюсер я сам себя нанял. Но как сценарист и режиссёр я себя уволил. Когда ты режиссёр, у тебя даже нет времени сходить в туалет, не говоря уже о том, чтобы играть роль.
В юношеское время, по словам Беттани, он встретил множество бездомных и его поразило, то что о жизни каждого из них можно написать книгу или сценарий для фильма. «Понятно, что по собственному выбору и от хорошей жизни люди не спят на улице, к этому их приводит цепочка драматических событий. На сценарий „Убежища“ меня вдохновила реальная история любви бездомных парня и девушки из Лондона. Потом, правда, я перенёс действие в Нью-Йорк, но я не претендую на документальность».
— Без Дженнифер не было бы картины. Дело в том, что когда у тебя сценарий про беженца-иностранца и бездомную американку из Нью-Йорка, то инвесторы не выстраиваются в очередь, чтобы дать тебе денег. А если в актёрском составе появляется громкое имя, это сразу идёт проекту на пользу. У меня в данном случае громкое имя лежало дома на диване и в тот год не было сильно занято работой. Благодаря участию Дженнифер проект и состоялся… Сам же я весьма пластичный режиссёр. Считаю, что актёры — такие же творцы, маги, их нельзя ограничивать…

## Личная жизнь
В январе 2003 года Пол женился на американской актрисе Дженнифер Коннелли, с которой познакомился на съёмках «Игры разума». Церемония прошла в Шотландии, в присутствии всего восьми самых близких друзей, включая Стеллана Скарсгарда и Лив Тайлер. На момент их свадьбы у Дженнифер уже был сын от предыдущего брака, Кай (1997). 
— Сначала он относился ко мне с недоверием. Но так получилось, что, когда Дженнифер пришлось уехать из города по работе, Кай попал в больницу. Я навещал его ежедневно. Это нас сблизило, я в понимании мальчика перешёл в категорию «семья». 
Спустя три года после знакомства, 5 августа 2003 года у них родился сын Стеллан, названный в честь хорошего друга актёра — Стеллана Скарсгарда. А через восемь лет, 31 мая 2011 года на свет появилась дочь, Агнес Ларк, которую Дженнифер родила у себя дома в Нью-Йорке, в бассейне, в присутствии мужа, врача и акушерки.
Пара находится в счастливом браке уже более 15 лет, у них есть правило «не расставаться друг с другом надолго». Из-за этого актёр отказался от главной роли в фильме «Король говорит», аргументируя это тем, что не виделся с семьёй 4 месяца за время предыдущих съёмок и не может пропасть из их жизни ещё на полгода.

## Фильмография
| Год  |     | Русское название                  | Оригинальное название                           | Роль                  |
| ---- | --- | --------------------------------- | ----------------------------------------------- | --------------------- |
| 1994 | с   | Уиклиф                            | Wycliffe                                        | Ян Грейвз             |
| 1996 | с   | Чисто английское убийство         | The Bill                                        | Джейк Коннолли        |
| 1997 | ф   | Склонность                        | Bent                                            | капитан               |
| 1997 | тф  | Ватерлоо Шарпа                    | Sharpe’s Waterloo                               | принц Оранский        |
| 1998 | ф   | Три англичанки за городом         | The Land Girls                                  | Филип                 |
| 1998 | тф  | Возвращение домой                 | Coming Home                                     | Эдвард Кэри-Льюис     |
| 1998 | с   | Сеть киллеров                     | Killer Net                                      | Джои Хантер           |
| 1999 | с   | Каждая женщина знает секрет       | Every Woman Knows a Secret                      | Роб                   |
| 1999 | ф   | После дождя                       | After the Rain                                  | Стеф                  |
| 2000 | ф   | Клуб самоубийц                    | The Suicide Club                                | Шоу                   |
| 2000 | ф   | Гангстер № 1                      | Gangster No.1                                   | молодой Гангстер      |
| 2000 | ф   | Мёртвые жизни                     | Dead Babies                                     | Квентин               |
| 2000 | тф  | Дэвид Копперфильд                 | David Copperfield                               | Джеймс Стирфорт       |
| 2001 | ф   | История рыцаря                    | A Knight’s Tale                                 | Джефри Чосер          |
| 2001 | ф   | Чмок, чмок, ба-бах                | Kiss Kiss (Bang Bang)                           | Джимми                |
| 2001 | ф   | Игры разума                       | A Beautiful Mind                                | Чарльз Герман         |
| 2002 | ф   | Сердце моё                        | The Heart of Me                                 | Рики                  |
| 2003 | ф   | День расплаты                     | The Reckoning                                   | Николас               |
| 2003 | ф   | Догвилль                          | Dogville                                        | Том Эдисон            |
| 2003 | ф   | Хозяин морей: На краю земли       | Master and Commander: The Far Side of the World | Стивен Мэтьюрин       |
| 2004 | кор | Юстон-роуд                        | Euston Road                                     | И                     |
| 2004 | ф   | Уимблдон                          | Wimbledon                                       | Питер Кольт           |
| 2006 | ф   | Огненная стена                    | Firewall                                        | Билл Кокс             |
| 2006 | ф   | Код да Винчи                      | The Da Vinci Code                               | Сайлас                |
| 2008 | ф   | Железный человек                  | Iron Man                                        | Д.Ж.А.Р.В.И.С.        |
| 2008 | ф   | Ломаные линии                     | Broken Lines                                    | Честер                |
| 2008 | ф   | Тайная жизнь пчёл                 | The Secret Life of Bees                         | Ти-Рэй Оуэнс          |
| 2008 | ф   | Чернильное сердце                 | Inkheart                                        | Сажерук               |
| 2009 | ф   | Молодая Виктория                  | Young Victoria                                  | лорд Мельбурн         |
| 2009 | ф   | Происхождение                     | Creation                                        | Чарлз Дарвин          |
| 2010 | ф   | Легион                            | Legion                                          | архангел Михаил       |
| 2010 | ф   | Железный человек 2                | Iron Man 2                                      | Д.Ж.А.Р.В.И.С.        |
| 2010 | ф   | Турист                            | The Tourist                                     | инспектор Джон Эйксон |
| 2011 | ф   | Предел риска                      | Margin Call                                     | Уилл Эмерсон          |
| 2011 | ф   | Пастырь                           | Priest                                          | Пастырь               |
| 2012 | ф   | Мстители                          | The Avengers                                    | Д.Ж.А.Р.В.И.С.        |
| 2013 | ф   | Кровь                             | Blood                                           | Джои Фэйрбёрн         |
| 2013 | ф   | Железный человек 3                | Iron Man 3                                      | Д.Ж.А.Р.В.И.С.        |
| 2014 | ф   | Превосходство                     | Transcendence                                   | Макс Уотерс           |
| 2015 | ф   | Мордекай                          | Mortdecai                                       | Джок Страпп           |
| 2015 | ф   | Мстители: Эра Альтрона            | Avengers: Age of Ultron                         | Вижн, Д.Ж.А.Р.В.И.С.  |
| 2015 | ф   | Легенда                           | Legend                                          | Чарли Ричардсон       |
| 2016 | ф   | Первый мститель: Противостояние   | Captain America: Civil War                      | Вижн                  |
| 2017 | ф   | Конец пути                        | Journey's End                                   | Озборн                |
| 2017 | с   | Охота на Унабомбера               | Manhunt: Unabomber                              | Теодор Качинский      |
| 2018 | ф   | Мстители: Война бесконечности     | Avengers: Infinity War                          | Вижн                  |
| 2018 | ф   | Хан Соло. Звёздные войны: Истории | Solo: A Star Wars Story                         | Драйден Вос           |
| 2020 | ф   | Дядя Фрэнк                        | Uncle Frank                                     | Фрэнк                 |
| 2021 | с   | Ванда/Вижн                        | WandaVision                                     | Вижн                  |
| 2021 | мс  | Что если…?                        | What If...?                                     | Вижн, Д.Ж.А.Р.В.И.С.  |
| 2021 | с   | Очень британский скандал          | A Very British Scandal                          | Иэн Кэмпбелл          |
| 2023 | с   |                                   | Funny or Die's High Science                     | доктор О              |
| 2024 | ф   | Тогда. Сейчас. Потом              | Here                                            | Эл                    |
| 2026 | с   | Квест Вижна                       | Vision Quest                                    | Вижн                  |
|      | с   | Амадей                            | Amadeus                                         | Антонио Сальери       |
|      | ф   | Сотрудничество                    | The Collaboration                               | Энди Уорхол           |
|      | ф   |                                   | Harvest Moon                                    | Джонни                |

## Роли в театре
- 1993 — «Визит инспектора» Джона Бойнтона Пристли — Эрик — Театр Олдвич (режиссёр Стивен Долдри)
- 1995 — «Ромео и Джульетта» Уильяма Шекспира — граф Парис — Королевская шекспировская труппа (режиссёр Адриан Нобл)
- 1995 — «Юлий Цезарь» Уильяма Шекспира — Деций Брут / Стратон — Королевская шекспировская труппа (режиссёр Питер Холл)
- 1995 — «Ричард III» Уильяма Шекспира — граф Ричмонд — Королевская шекспировская труппа (режиссёр Стивен Пимлотт)
- 1996 — «Войцек» Георга Бюхнера — тамбурмажор — Королевская шекспировская труппа (режиссёр Шон Холмс)
- 1997 — Love and Understanding Джо Пенхолла — Буш (режиссёр Майк Брэдвелл)
- 1997 — One More Wasted Year Кристофера Пеллета — Театр Амбассадор (режиссёр Мэри Пит)
- 1997 — «Дом незнакомца» Деа Лоэр — Театр Амбассадор (режиссёр Мэри Пит)
- 2022 — «Сотрудничество» Энтони Маккартена — Энди Уорхол — «Самуэль Фридман» (режиссёр Кваме Квей-Арма)

## Факты
- В фильме «Хозяин морей: На краю земли» его герой во время плавания к Галапагосским островам и находясь на них задумывается о происхождении видов. В фильме «Происхождение» Пол Беттани играет Чарльза Дарвина, создавшего теорию о происхождении видов под влиянием путешествия на Галапагоссы.